# Chinesische Nationalspiele 2009/Badminton (Damenteam)
Bei den Chinesischen Nationalspielen 2009 wurden vom 8. bis zum 18. Oktober
2009 in Qingdao im Badminton fünf Einzel- und zwei Teamwettbewerbe ausgetragen. Folgend die Ergebnisse der Damenteams.

## Gruppenphase

### Gruppe E
| Einheit   | Siege | Diff. |
| --------- | ----- | ----- |
| Guangdong | 5     | 13    |
| Hunan     | 4     | 7     |
| Shanghai  | 2     | −2    |
| Liaoning  | 1     | −5    |
| Fujian    | 1     | −6    |
| Shandong  | 1     | −7    |

- Guangdong 3:1 Shandong
- Guangdong 3:0 Liaoning
- Guangdong 3:0 Fujian
- Guangdong 3:0 Hunan
- Guangdong 3:0 Shanghai
- Hunan 3:0 Shandong
- Hunan 3:1 Shanghai
- Hunan 3:0 Liaoning
- Hunan 3:1 Fujian
- Shandong 3:2 Liaoning
- Shanghai 3:0 Shandong
- Shanghai 3:1 Fujian
- Fujian 3:2 Liaoning

### Gruppe F
| Platz | Einheit              | Siege | Diff. |
| ----- | -------------------- | ----- | ----- |
| 1     | Jiangsu              | 4     | 5     |
| 2     | Hubei                | 3     | 4     |
| 3     | Volksbefreiungsarmee | 3     | 6     |
| 4     | Zhejiang             | 2     | −1    |
| 5     | Hongkong             | 2     | −4    |
| 6     | Sichuan              | 1     | −10   |

- Jiangsu 3:2 Zhejiang
- Jiangsu 3:0 Hongkong
- Jiangsu 3:0 Sichuan
- Jiangsu 3:2 Hubei
- Hubei 3:1 Volksbefreiungsarmee
- Hubei 3:1 Zhejiang
- Hubei 3:1 Sichuan
- Volksbefreiungsarmee 3:0 Jiangsu
- Volksbefreiungsarmee 3:0 Hongkong
- Volksbefreiungsarmee 3:0 Sichuan
- Zhejiang 3:2 Volksbefreiungsarmee
- Zhejiang 3:1 Hongkong
- Hongkong 3:0 Sichuan
- Hongkong 3:2 Hubei
- Sichuan 3:2 Zhejiang